# Cerro Cunasamo
El Cerro Cunasamo es una formación de montaña, ubicada en la frontera internacional entre Colombia y Venezuela. A una altitud promedio entre 1750-2320 m s. n. m. y una de las de mayor elevación del Estado Zulia en Venezuela.

## Fauna
Numerosas especies de plantas son endémicas de la Sierra de Perijá. Entre estas se encuentran: Piper perijaensis (Piperaceae), Psychotria perijaensis (Rubiaceae), Begonia confinis (Begoniaceae), Greigía tillettü (Bromeliaceae), Espeletia perijaensis (Compositae), Espeletia tillettii, Miconia limitaris, Anthurium perijanum y Philodendron zulianum (Araceae).

## Clima
La temperatura se encuentra entre los 3 °C y los 15 °C dependiendo de la ubicación en el cerro, en la noche las temperaturas pueden caer debajo de los 0 °C .

## Ubicación
El Cerro Cunasamo se ubica en un privilegiado sistema montañoso de la Serranía de Perijá, que es el ramal más norte de la Cordillera de los Andes siendo el punto de inicio de los Andes cerca de la ciudad de Maracaibo.